# ヨーゼフ・アイブラー

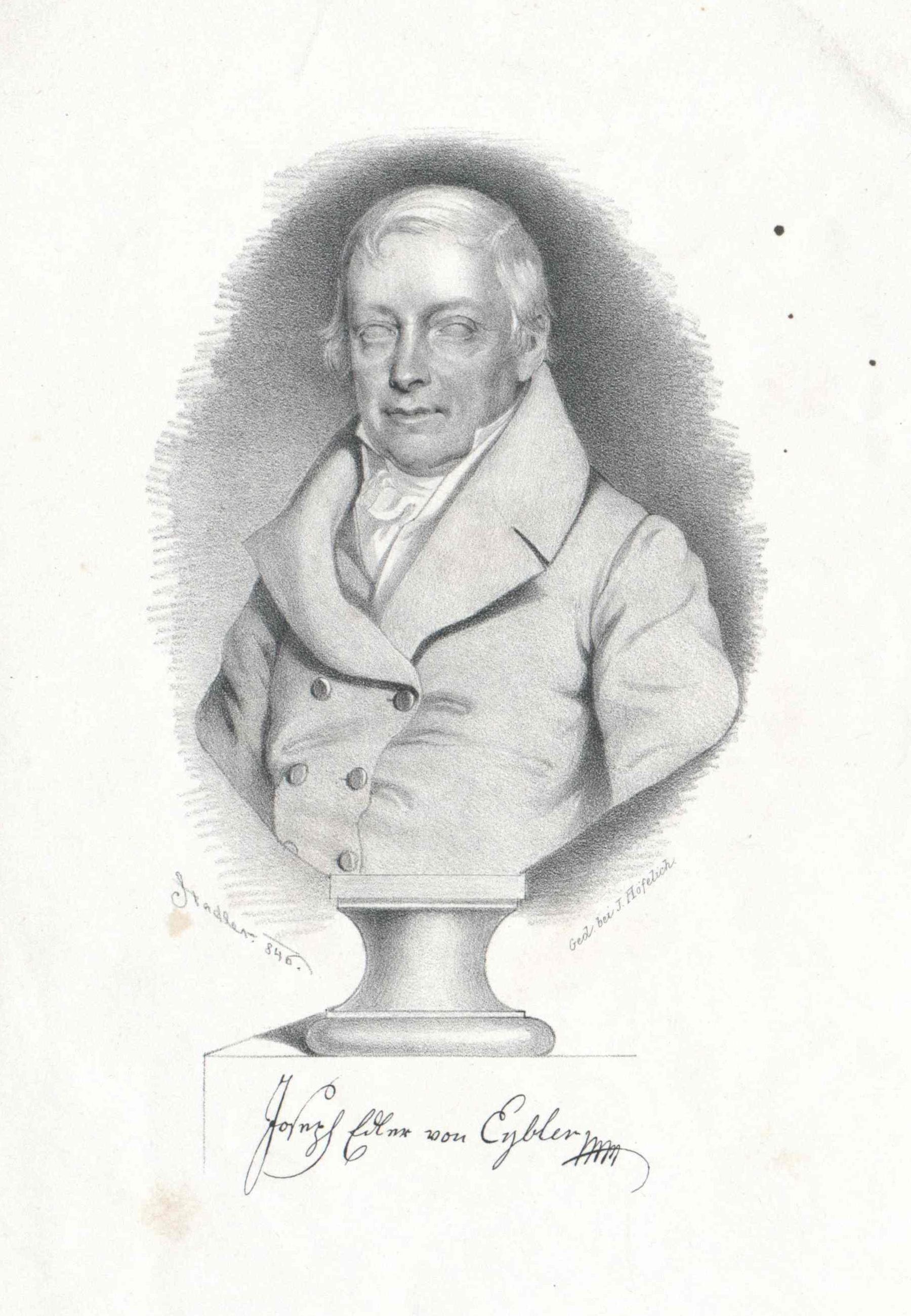
ヨーゼフ・アイブラー

ヨーゼフ・レオポルト・アイブラー（Joseph Leopold Eybler, 1765年2月8日シュヴェッヒャート（ドイツ語: Schwechat） - 1846年7月24日 ウィーン）はウィーン古典派の作曲家。今日では自身の作品よりも、モーツァルトとの親交によって知られている。

## 生涯
音楽家的な家庭環境に生まれる。父親は教師であったが、合唱指揮者でもあり、遠縁のハイドンと家族ぐるみの付き合いがあった。父親に音楽の手ほどきを受けた後、シュテファン大聖堂の附属男子校に進む。アルブレヒツベルガーに作曲を師事し、モーツァルトに次ぐ楽才の持ち主と認められる。ハイドンも称賛の念を惜しまなかったという。
1792年にウィーンのカルメル会系教会の楽長に就任。1794年にショッテンクロスターに移り、それから1824年まで30年にわたって同地に過ごした。1824年から1833年まで宮廷礼拝堂の楽長を務めるなど、宮廷音楽家として重用されており、女帝マリア・テレジアからの委嘱作品の一つに、代表作の《レクィエム ハ短調》（1803年）がある。

## モーツァルトとの親交
アイブラーはハイドンを通じてモーツァルトに出逢い、その指導を受けた。アイブラーはモーツァルトに信用されて、歌劇《コシ・ファン・トゥッテ》のリハーサルを任され、その後も同作品のいくつかの上演で指揮をとった。
1790年5月30日にモーツァルトは、アイブラー宛てに一通の証明書を送った。「下に署名する私は、これを有するヨーゼフ・アイブラー氏が、かの名高き大家アルブレヒツベルガーの高弟であり、しっかりした基礎のある作曲家であり、室内楽にも教会音楽の様式にも等しく通じ、芸術歌曲の分野にも熟練しており、そのうえ洗練されたオルガン奏者やクラヴィーア奏者であることを認めます。手短に言えば、これほどの新進作曲家に、惜しむらくは、並び立つ相手がいないということです。」
モーツァルトとアイブラーは終生の友であった。アイブラー曰く、「私は恵まれたことに、何の隠し立てもなく、彼が亡くなるまで友人でいられたし、その最期の痛ましい日々のあいだも、私が彼を寝床に抱えて寝付かせ、看病したのです。」
モーツァルトの死後、未亡人のコンスタンツェは夫の未完成の《レクィエム》を完成させてくれるようにとアイブラーに持ちかけた。アイブラーは努力はしたが、その要求をかなえることはできなかった。おそらく、モーツァルトの音楽に対する尊敬の大きさが邪魔になったのだと考えられている。結局その任務を完成させたのは、ジュースマイヤーであった。

## 晩年
1833年にモーツァルトの《レクィエム》を指揮中に脳卒中に倒れ、その後は宮廷楽団の任務を遂行することが適わなくなった。永年にわたるオーストリア宮廷における任務への勲功として、1835年に貴族に列せられてヨーゼフ・フォン・アイブラー（Joseph von Eybler）と名乗ることが許された。

## 作品
アイブラーはキリスト教音楽の作曲家であり、オラトリオ、ミサ曲、カンタータ、オッフェルトリウム、グラドゥアーレ、死者のためのミサ曲を遺している。オペラも1曲あり、そのほかに弦楽四重奏曲などの器楽曲や、リートもある。
- 交響曲 第2番 ニ長調 （1790年ごろ）【演奏例】
- クラリネット協奏曲 変ロ長調 （1798年）【演奏例】
- 死者のためのミサ曲 ハ短調 （1803年）【演奏例】
- オラトリオ「四終」 Die Vier Letzte Dinge （1810年）【演奏例】